# طرد وعكس
الطرد والعكس، عند الأصوليين هو الدوران، وعند أهل المعاني من أنواع إطناب الزيادة وهو أن يؤتى بكلامين يقرر الأول بمنطوقه مفهوم الثاني، وبالعكس كقوله تعالى لا يعصون الله ما أمرهم ويفعلون ما يؤمرون وقوله تعالى ليستأذنكم الذين ملكت أيمانكم والذين لم يبلغوا الحلم منكم ثلاث مرات إلى قوله ليس عليكم ولا عليهم جناح بعدهن، فمنطوق الأمر بالاستئذان في تلك الأوقات خاصة مقرر لمفهوم عدم الجناح فيما عداها وبالعكس. قيل هذا النوع من الإطناب يقابله في الإيجاز نوع الاحتباك. وفائدة الطرد والعكس التنصيص على الحكم المفهوم من الكلام الأول والتصريح به. وقد أطلق بعض أهل المعاني هذا على العكس. وفي جامع الصنائع الطرد والعكس هذه الصنعة هي بأن يؤتي بالكلام وفق ترتيب معين ثم يعيده. ومثاله عادات السادات سادات العادات.